# Eisenbahnunfall von Weesp
Bei dem Eisenbahnunfall von Weesp entgleiste bei einer Dammrutschung am 13. September 1918 bei Weesp in den Niederlanden ein Zug. 41 Menschen kamen ums Leben.

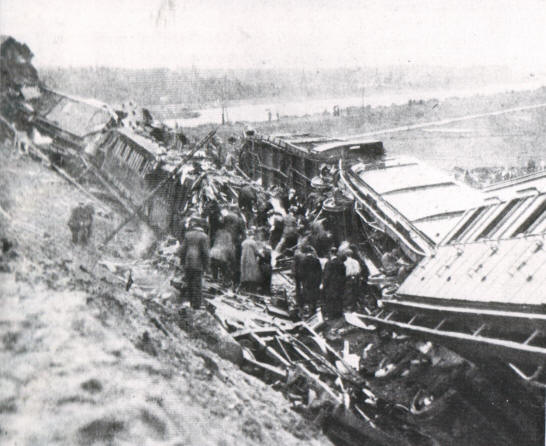
Bild von der Unfallstelle

## Ausgangslage
Der Zug 102 war von Amersfoort nach Amsterdam unterwegs. Er bestand aus einem vorderen Zugteil, der aus Zwolle kam, und einem hinteren aus Enschede. In Hilversum hatte er noch einen Verstärkungswagen erhalten. Insgesamt führte der Zug 11 Wagen, gezogen von einer Dampflokomotive des Typs HSM 520. Hinter dem Bahnhof Weesp überquert die Bahnstrecke, die der Zug befuhr, den Merwede-Kanal auf einer Brücke. Die Auffahrt zu der Brücke führt über einen Damm. Es hatte seit Tagen stark geregnet.

## Unfallhergang
Der Regen bewirkte, dass der auch baulich vernachlässigte Bahndamm stark aufgeweicht war. Wasser aus dem ebenfalls durchweichten Damm des Merwede-Kanals drückte zusätzlich in den Bahndamm. Zudem enthielt der Untergrund Tonschichten, die verhinderten, dass das Oberflächenwasser in den Untergrund sickern und abfließen konnte. All dies hatte den Grundwasserspiegel im Bahndamm über das Niveau des umgebenden Geländes ansteigen lassen. Die Erschütterung des aufgeweichten Bahndamms durch den darüber fahrenden Zug bewirkte, dass der Bahndamm um 10:25 Uhr unter dem Zug auf einer Länge von 95 Metern nachgab und zur Seite weg rutschte.
Die Lokomotive des Zuges hatte in diesem Moment die Brücke bereits erreicht. Der hinter ihr wegsackende Zug ließ sie entgleisen. Sie verfing sich zusammen mit dem Schlepptender in den Stahlaufbauten der Brücke und stürzte deshalb nicht ab. Der folgende Packwagen kam am Brückenkopf zum Stehen, die drei folgenden Personenwagen rutschten zusammen mit dem Bahndamm ab und verkeilten sich ineinander. Die hölzernen Aufbauten zersplitterten. Ein weiterer Packwagen und ein Bahnpostwagen vom Zugende landeten ebenfalls in den Trümmern. Hier starben die meisten Menschen, während die folgenden Wagen zwar entgleisten, aber im Gleis stehen blieben.

## Folgen
41 Menschen starben, 42 weitere wurden verletzt. Bis zum Eisenbahnunfall von Harmelen 1962 war dies der folgenschwerste Eisenbahnunfall in den Niederlanden. Ausschließlich Reisende waren die Opfer. Vom Zugpersonal überlebten alle unverletzt.
Dem Fahrdienstleiter in Weesp gelang es, einen Zug in der Gegenrichtung rechtzeitig aufzuhalten, bevor er in die Unfallstelle hinein fuhr. Der erste Hilfszug erreichte die Unfallstelle gegen 11:40 Uhr. Bis dahin hatten schon örtliche Helfer Erste Hilfe geleistet. Die Verletzten wurden mit Transportwagen für Verwundete zum Bahnhof Amsterdam Muiderpoort gefahren und von dort in das Krankenhaus Onze Lieve Vrouwe Gasthuis. Zwei Binnenschiffe auf dem Merwede-Kanal wurden angehalten und brachten Verletzte nach Amsterdam. Auf diesem Weg wurde auch die Mehrzahl der Toten abtransportiert.
Die Strecke wurde sechs Tage nach dem Unfall wieder in Betrieb genommen – zunächst an der Unfallstelle mit einer Höchstgeschwindigkeit von 5 km/h. Die vollständige Reparatur von Bahndamm und Strecke dauerte bis zum 2. Dezember 1918.